# Jordi Bertran
Jordi Bertran (Barcelona, 1952) és un titellaire i músic, qui ha col·laborat amb multitud de grups d'artistes, i fundador de la seva pròpia companyia titellaire, la Companyia Jordi Bertran. La companyia és considerada actualment com una de les més reconegudes i prestigioses de Catalunya, i ha participat en els festivals d'arts escèniques més importants del món, ha fet gires per més de cinquanta països i ha treballat també en programes de televisió d'arreu.

## Biografia
El 1977 fou un dels membres del col·lectiu Grupo-Taller de Marionetas de Barcelona, on s'integrà com a músic, però de seguida es va sentir atret pel poder de fascinació i la capacitat de comunicació de les marionetes i els titelles. Posteriorment va formar part de dos grups titellaires: el Col·lectiu d’Animació de Barcelona (1978), dirigit per Carles Cañellas i amb el qual va actuar sovint a la plaça del Pi, un lloc habitual per als que feien titelles al carrer en aquella època; i la companyia ambulant Els Farsants (1979-1987), de la qual va ser cofundador juntament amb Toni Zafra i Teia Moner. Tot i que en un primer moment Bertran hi va exercir de músic, ben aviat va començar a manipular i a construir marionetes. Una de les més aconseguides fou el Bufaplanetes, un retrat de Pep Bou, l’artista de les bombolles de sabó.
El 1986, gràcies a Josep M. Carbonell i el seu Festival Internacional de Titelles de Barcelona, va actuar en solitari al Llantiol en un programa dedicat a les marionetes, compartint escenari amb Hertha Frankel i la seva jove companyia. I un any després, el 1987, va fundar la seva pròpia companyia amb la intenció de difondre l’art de la marioneta de fil i d’arribar, preferentment, al públic adult.
La seva primera actuació a la Fira de Tàrrega, amb Antologia, va fer que se li obrissin les portes dels mercats europeus i, aviat, mundials.
El 1994, l'equip de Bertran —aleshores format per Santi Arnal, Karin Schaffer i Toni Zafra— va crear Poemes visuals, un espectacle basat en textos de Brossa i realitzat amb petits ninotets d’escuma que es va convertir en un dels títols més vistos en tota la història de la companyia.
Un altre espectacle destacat fou L'avar (2000), una recreació de l’obra original de Molière protagonitzada per aixetes. Després d’aquesta proposta de teatre d’objectes, van venir més treballs, alguns dels quals reconeguts amb premis, com ara Poti Poti Tatanet (2003), pensat per als més menuts, que va aconseguir el Premi a la millor manipulació i interpretació a la XXI Mostra de Titelles de la Vall d'Albaida 2005. Altres muntatges remarcables són Ofèlia (2007), L'alè dels fils (2009), Marc (2009), Strada (2014) i Circus (2015).

## Premis
Alguns dels premis que ha obtingut són:
- Premis FAD Sebastià Gasch (FAD, 1987)
- Premi Crítica Serra d'Or (1988)
- Premi especial del XII Festival Performance d'Acteur (Canes, 1991)
- Premi del jurat del Poppenspelfestival Meppel (Països Baixos, 1998).